# Boeing X-48
Boeing X-48 là một mẫu máy bay không người lái (UAV) thử nghiệm. Boeing thiết kế X-48 và 2 mẫu thử được chế tạo bởi Cranfield Aerospace ở Vương quốc Anh. Boeing bắt đầu thử nghiệm bay phiên bản X-48B cho NASA năm 2007.

## Biến thể
X-48A
X-48B
X-48C

## Tính năng kỹ chiến thuật (X-48B)

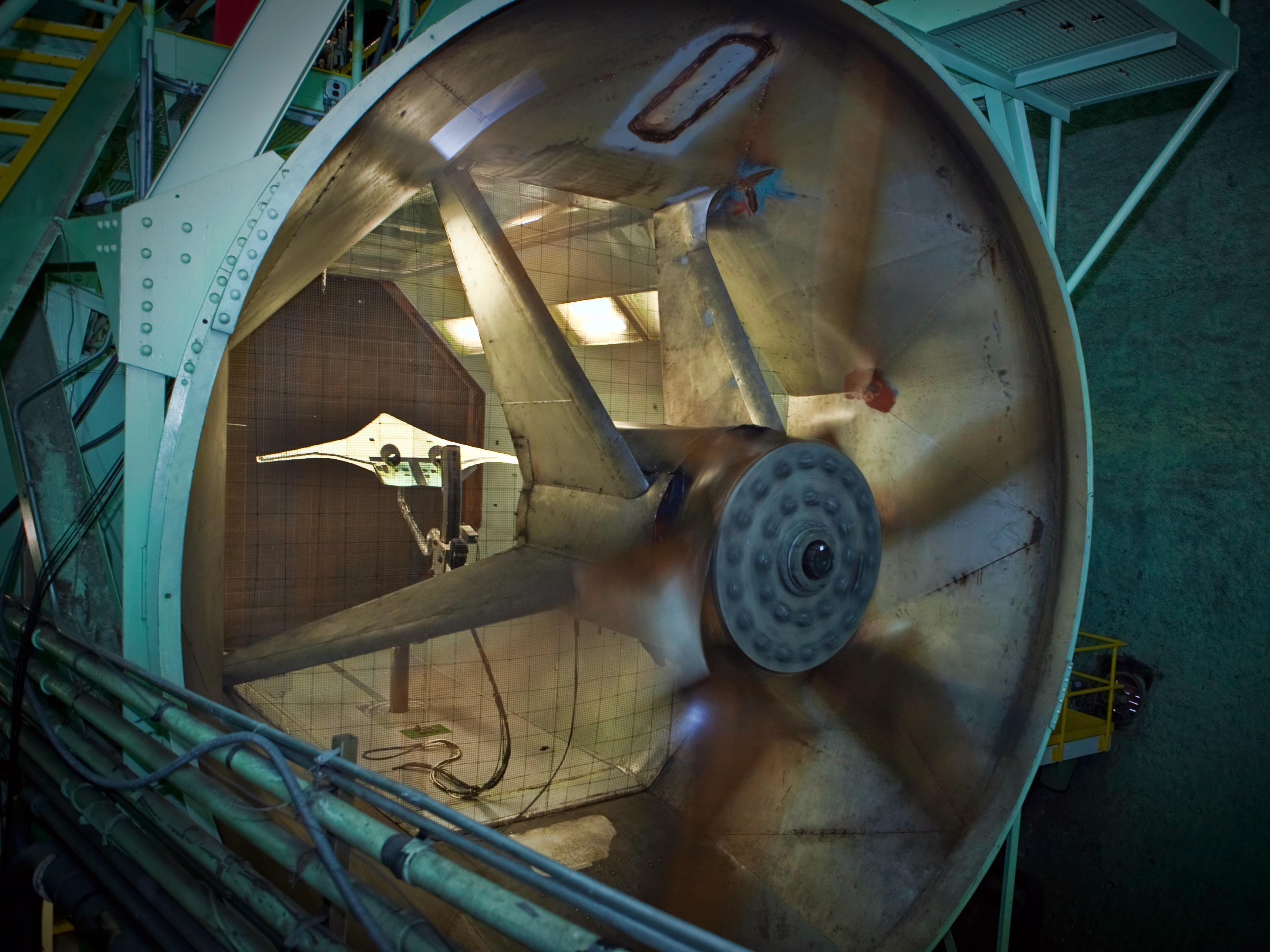
A three percent scale model of the X-48C in NASA Langley's 12-Ft Low-Speed Tunnel

Dữ liệu lấy từ 
Đặc tính tổng quát
- Kíp lái: 0
- Sải cánh: 20 ft 5 in (6,22 m)
- Diện tích cánh: 100,5 foot vuông (9,34 m2)
- Tỉ số mặt cắt: 4.1
- Trọng lượng có tải: 500 lb (227 kg)
- Động cơ: 3 × JetCat P200 kiểu turbojet, 52 lbf (0,23 kN) thrust mỗi chiếc

Hiệu suất bay
- Vận tốc cực đại: 136 mph; 219 km/h (118 kn)
- Thời gian bay: 40 phút
- Trần bay: 10.000 ft (3.048 m)